# Herman van Veen
Hermannus Jantinus (Herman) van Veen (Utrecht, 14 maart 1945) is een Nederlandse podiumkunstenaar, schrijver, componist, regisseur, muzikant, acteur en presentator. Hij is opgeleid tot violist, zanger en muziekpedagoog. Daarnaast is hij activist voor de rechten van het kind.

## Carrière
Herman van Veen groeide op als enige jongen in een arbeidersgezin (zijn vader was zetter bij Het Parool) en studeerde viool, zang en muziekpedagogie aan het Utrechts Conservatorium. Tijdens zijn studie in Utrecht speelde Van Veen viool in het Utrechts Studenten Koor en Orkest.

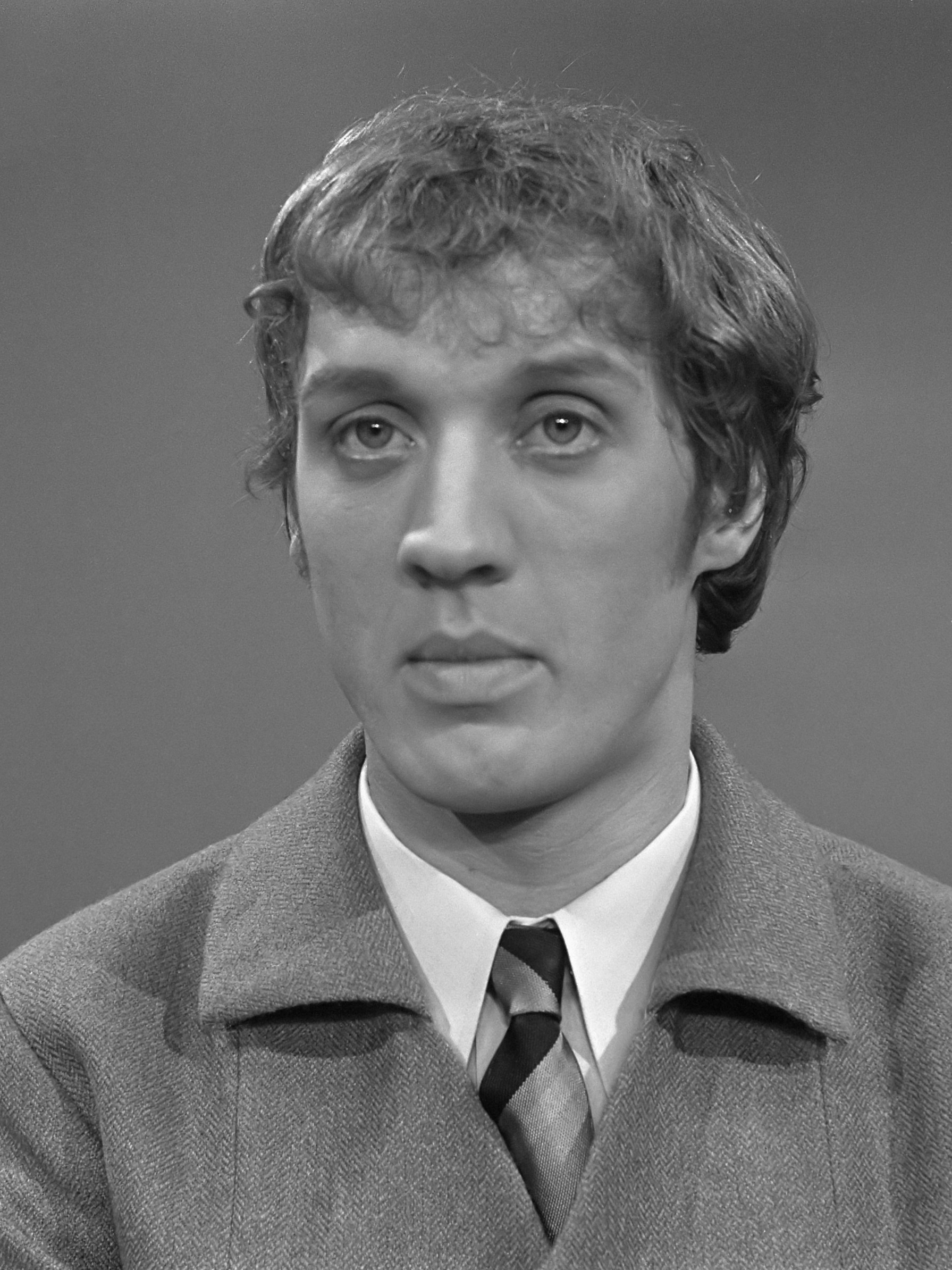
Herman van Veen in 1968

In 1965 maakte hij zijn theaterdebuut met het muzikaal-clowneske soloprogramma Harlekijn, samen met onder anderen Laurens van Rooyen en Erik van der Wurff. Sindsdien reist hij de wereld rond en speelt hij zijn voorstellingen in vijf talen. In 1968 kwam zijn eerste eigen studioalbum uit, Herman van Veen. Een bekend lied op dit album is Waar blijft de tijd, een Nederlandstalige cover van een nummer van Jean Ferrat.
Mede na een verzoek van UNICEF Nederland en het Haagse Residentie Orkest schreef Van Veen in 1976 een theatervoorstelling over de moedige Waterlandse eend Alfred J. Kwak. Van deze voorstelling werd in 1979 een prentenboek uitgebracht met illustraties van Annet Kossen. In 1987 werd Alfred J. Kwak een stripfiguur, vormgegeven door de Duitse illustrator en character designer Harald Siepermann. 
Van Veen is ook als televisiepresentator actief, onder meer met Herman van Veen vraagt uw aandacht (1976/1977, VARA), Rode Wangen (1989, VARA), Kinderen voor Kinderen 11 (1990, VARA), Colombine concert (1991), De WK-show (2006, samen met Jan de Man, regionale omroep RTV Oost). In Duitsland presenteerde hij het jeugd/kerstprogramma Ich steh an deiner Krippe hier (1987) en The making of Alfred J. Kwak (1990).
Van zijn hand verschenen tot op heden 184 cd's, 21 dvd's, een zeventigtal boeken, tientallen scenario's voor onder meer de door hem zelf geregisseerde speelfilms Uit elkaar en Nachtvlinder en voor de muziektheatervoorstellingen De Spinse (1974), Jukebox 2008 (1976), de Kamerrevue (1977), Lune (1994), The First Lady (samen met Lori Spee, 2002), Chanson de Daniël (2004), Mata Hari (2004), Windekind (2005), Een Dag in September (2009), Margot (2009) en Wij bellen u (2014). Voor de inhuldiging van de koning in de Staten-Generaal op 30 april 2013 schreef hij het lied Later als ik groot ben.
Hij was jarenlang vrijwilliger, bestuurslid en goodwillambassadeur voor UNICEF Nederland. Tevens stichtte hij verschillende organisaties, waaronder de Stichting Colombine, de Stichting Alfred Jodocus Kwak, de Stichting Roos, de Herman van Veen Foundation en Lot's Foundation. Al deze organisaties zetten zich in en vragen aandacht voor de rechten van het kind door middel van kennisoverdracht en bescheiden projecten in ontwikkelingslanden en Europa.
Van Veen heeft zitting in vele Comités van Aanbeveling, waaronder Utrechts Studenten Koor en Orkest (USKO), Kinderrecht op Natuur, Musicians without Borders en Stichting Kinderen van Moeder Aarde. Daarnaast heeft hij onder meer zitting in de Raad van Beheer Werkhuisje Wim Kan en is hij ambassadeur voor de Stichting Music in the Middle East.
Na het overlijden van zijn ouders ging Van Veen schilderen. Hij maakt voornamelijk monochroom abstract werk, dat inmiddels in een aantal Europese galeries en musea te zien is. In februari 2008 werd er een Nederlandse postzegel van hem uitgebracht, een mijlpaal die, naar eigen zeggen, de helft van zijn leven markeert.
In 2024 vierde Van Veen, begeleid door de begeleidingsband met Edith Leerkes, 600 keer optreden in het Koninklijk Theater Carré met een bijzondere door Max uitgezonden voorstelling. Geen artiest heeft zo vaak in Carré op het toneel gestaan als Van Veen.

## Privé
Van Veen is sinds 1993 gehuwd met Gaëtane Bouchez. Uit eerdere huwelijken met respectievelijk Marijke Hoffman en Marlous Fluitsma heeft hij vier kinderen, onder wie actrice Babette van Veen en Anne van Veen, die actief is als zangeres en al enige jaren een eigen theatershow heeft.

## Onderscheidingen
Van Veen was drager van de Louis Davidsring die hij in 1976 uit handen van Wim Kan ontving en in 2015 doorgaf aan Claudia de Breij. In 1993 werd hij door koningin Beatrix benoemd tot Ridder in de Orde van Oranje-Nassau. In oktober 2008 werd hij Ridder in de Orde van de Nederlandse Leeuw. De onderscheiding werd opgespeld door Ronald Plasterk, de toenmalige minister van Cultuur, na de 400ste voorstelling van Van Veen in Carré.
In 1999 kreeg hij uit naam van de Duitse Bondskanselier het Verdienstkreuz am Bande des Verdienstordens der Bundesrepublik Deutschland vanwege zijn bijzondere bijdrage aan de Duits-Nederlandse verhoudingen.
Van Veen ontving verder de Goldene Kamera (Alfred Jodocus Kwak), een Silberne Bär (filmfestival van Berlijn), acht Edisons, de Radio 2 Zendtijdprijs 2002, de Prix d'Humanité, Le Grand Prix de l'Académie Charles Cros de Littérature Musicale 2003 voor de theatervoorstelling en cd Chapeau, le Prix de l'Organisation Internationale de la Francophonie 2003 voor de cd Chapeau en diverse andere prijzen.
In 2004 werd hem de World Peace Flame overhandigd, een symbool voor vrede, vrijheid, eenheid en waarheid, geïnspireerd op de eeuwige vlam die in het huis van Mahatma Gandhi brandt. De Club van Boedapest reikte in 2005 aan Van Veen de Planetary Consciousness Award uit, een onderscheiding die ook Michail Gorbatsjov en Nelson Mandela ten deel viel. In dat jaar ontving hij uit handen van Sabine Christiansen in de Rolduc-abdij te Kerkrade tevens de Martin Buber-Plaquette 2005 voor de manier waarop hij met respect en liefde betrokken is bij de medemens. Deze in 2002 ingerichte onderscheiding ging voor het eerst naar de oud Bondskanselier Helmut Schmidt en in 2007 naar mensenrechtenactiviste en topmodel Waris Dirie. Op 9 december 2009 kreeg hij een eredoctoraat van de Vrije Universiteit Brussel. In 2012 werd hij door de Martin Buber University Brussel/Kerkrade benoemd tot professor honoris causa als blijk van waardering voor zijn humane inzet voor de rechten en het welbevinden van het kind in onze maatschappij.
Ter ere van zijn 65ste verjaardag ontving hij op 14 maart 2010 de Edison Oeuvreprijs.
Op 29 november 2014 ontving Van Veen de Frans Banninck Cocqpenning van de stad Amsterdam omdat hij volgens de gemeente door zijn honderden op televisie uitgezonden voorstellingen in Amsterdamse theaters de stad op een bijzondere wijze binnen Nederland heeft uitgedragen.
In 2023 ontving hij van auteursrechtenorganisatie Buma-Stemra de Buma-oeuvreprijs vanwege zijn grote maatschappelijke en culturele betekenis. Bovendien voegde hij 2581 originele werken toe aan de catalogus van BumaStemra. De prijs werd uitgereikt in Theater Tuschinski in Amsterdam door zijn dochters Anne en Babette.
In 2024 werd aan Van Veen een Buma Kindermuziekprijs toegekend.

## Discografie

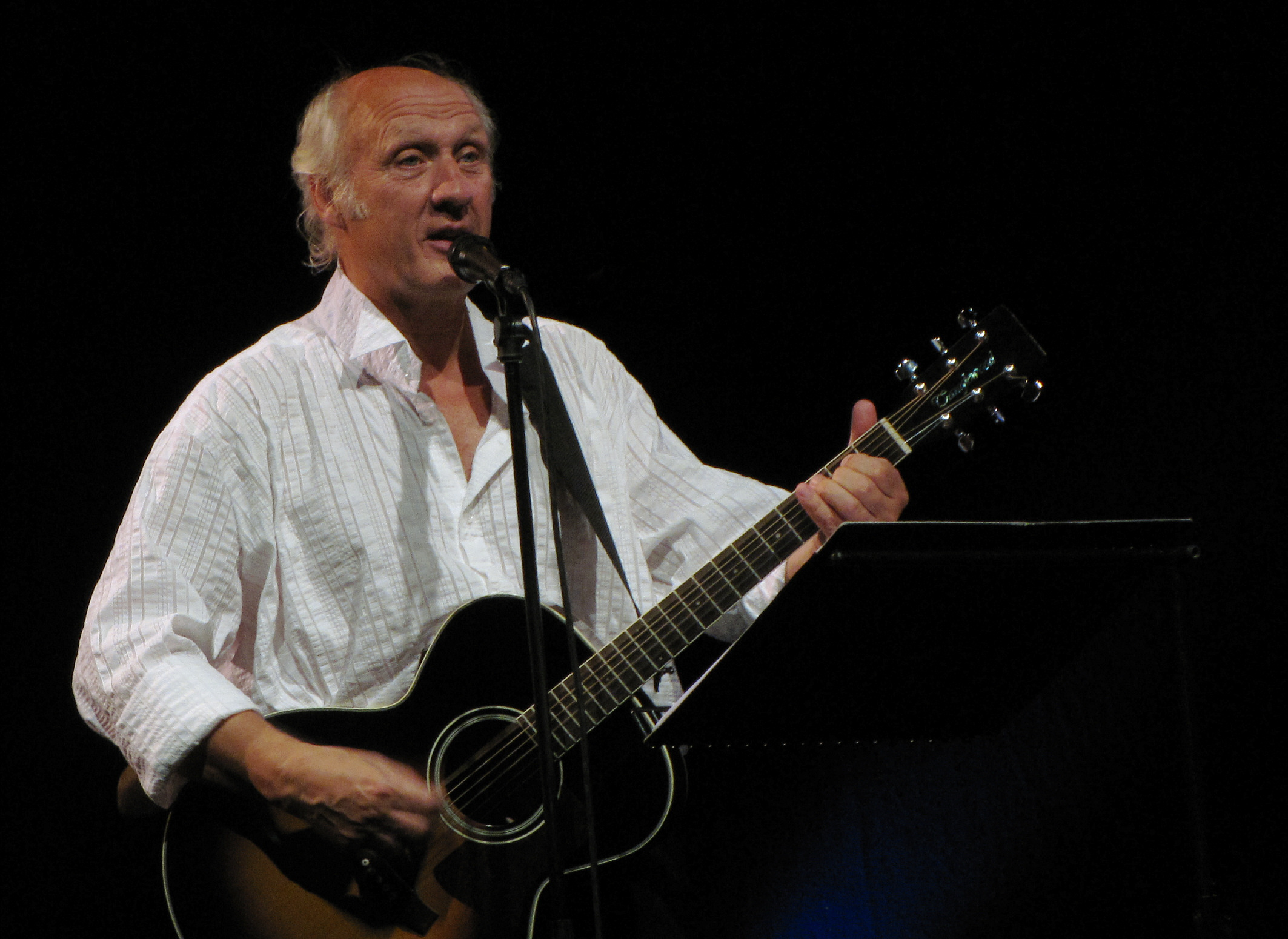
Herman van Veen in 2009

## Films
- Princess (1969)
- Uit elkaar (1979)
- Ciske de Rat (1984) met de single Ik voel me zo verdomd alleen gezongen door Danny de Munk
- Kunst en Vliegwerk (1989)
- Nachtvlinder (1999)
- Full belly (Le Conte du ventre plein) (2000)
- Poem (2001)
- Katharsis (2011)
- De vreemdeling (2011)

## Televisieseries
Herman van Veen schreef eind jaren zeventig drie televisieseries van elk zes afleveringen voor de jeugd met onder anderen Harry Sacksioni, Erik van der Wurff, Ger Smit, Michiel Kerbosch en Van Veens toenmalige echtgenote Marlous Fluitsma:
- 21 van een kwartje (1975, geproduceerd door de Nederlandse Onderwijs Televisie)
- De wonderlijke avonturen van Herman van Veen (oorspronkelijke titel: Die seltsamen Abenteuer des Herman van Veen)[8] uit 1977, geproduceerd door de Bayerischer Rundfunk, Harlekijn Holland en de KRO)
- Herman en de zes[9] (1980, geproduceerd door Harlekijn Holland, gedistribueerd door de KRO)

De tweede serie werd opgenomen in het Duits en later in het Nederlands nagesynchroniseerd; hiervan zijn later de geluidsbanden verloren gegaan. De derde serie werd opgenomen in het Nederlands en viel op doordat alle acteurs meerdere rollen speelden. De KRO zond de tweede serie uit in 1979 en de derde in 1982.
Voor dezelfde omroep maakte hij in 1981 de volwassenenserie Kussen, waarin de kijker met hem rondwaarde in de verbeelding van vier absurde dagdromen. Naast Van Veen speelden onder meer Cyril Cusack, Ramses Shaffy, Anne Wil Blankers, Albert Mol, Frederik de Groot, Abraham Bueno de Mesquita, I Colombaioni en Lucy Visser mee.
De volgende projecten voor de televisie waren de zesdelige miniserie Het verhaal van de clowns (Oorspronkelijke titel: Die seltsame Geschichte der Clowns, 1987, geproduceerd door ORF en Veronica), met naast Van Veen onder meer Gisela May, Cor Witschge en Heinz Rudolf Kunze, en de 52-delige tekenfilmserie Alfred Jodocus Kwak, die tussen 1989 en 1991 in meer dan 50 landen is uitgezonden.
In deze periode speelde Van Veen in de NCRV-serie Kunst en Vliegwerk.
In 1992 schreef en regisseerde hij een nieuwe Nederlandse serie genaamd B.B. de Beer (gespeeld door Serge Dallemagne), waarin hij onder meer te zien is met Michiel Kerbosch, Donald Jones, Erik van der Wurff, Will van Selst, Jérôme Reehuis en Babette van Veen.

## Stemmen
- In de animatieserie Alfred Jodocus Kwak is Van Veen te horen als Krabnagel de Kater, Professor Paljas von Pinguïn en Johan Kwak (de vader van Alfred J. Kwak), zowel in de Nederlandse als Duitse versie.

## Trivia

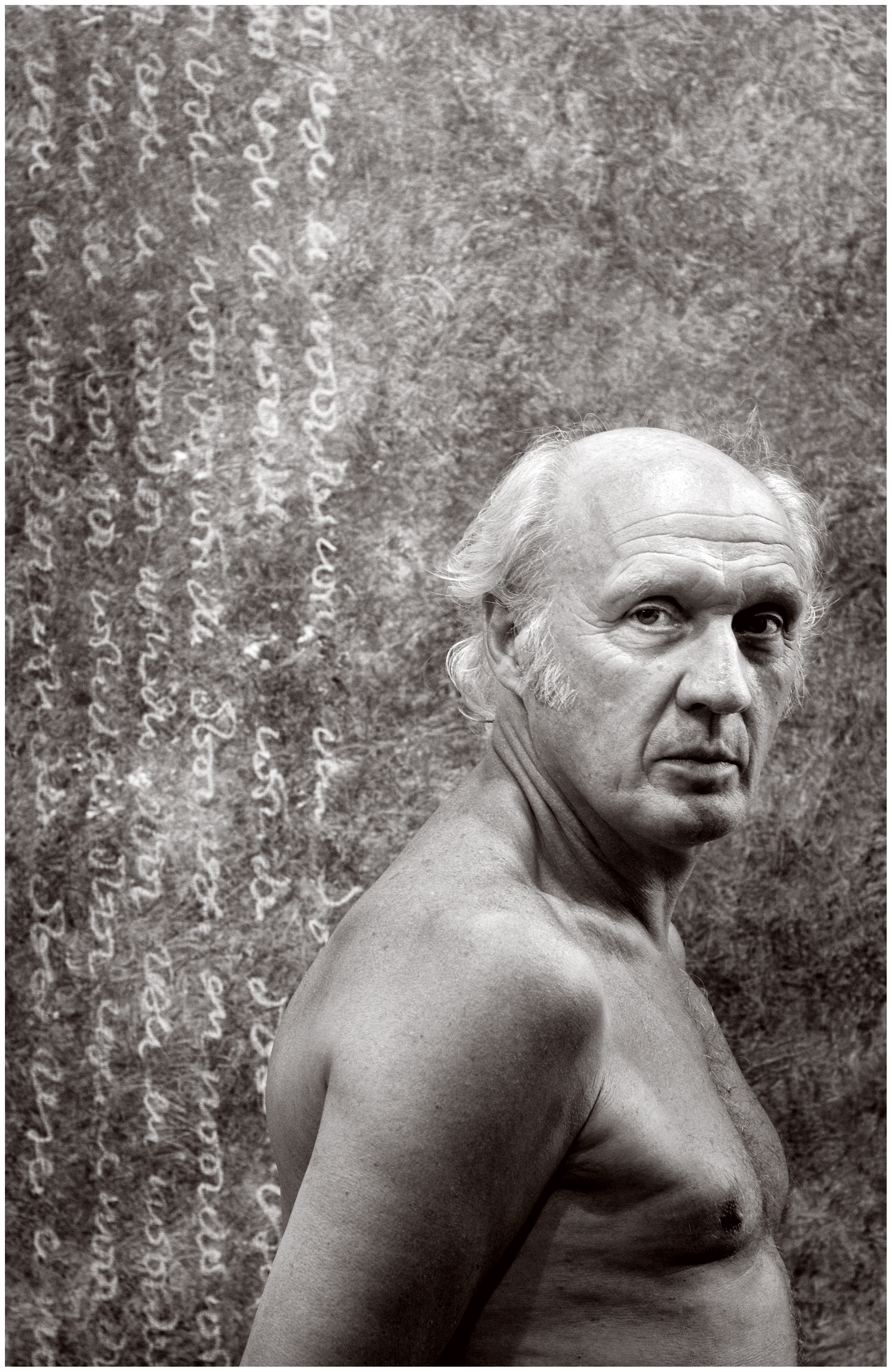
Herman van Veen in 2008

- Begin jaren zeventig begon Van Veen een platenlabel, Harlekijn (thans alleen nog zijn productiefirma), waarop niet alleen eigen werk maar ook muziek van onder anderen Arnold Schönberg, J.S. Bach, George Antheil, Erik Satie, Johnny van Doorn, Orkater, Internationale Nieuwe Scène, Herman Finkers, Joost Nuissl, Loeki Knol, Erik van der Wurff, Harry Sacksioni, Edith Leerkes en Marnix Dorrestein werd uitgebracht.
- Het lied Hilversum III uit 1984 gebruikt de melodie van Lang scho nimma g'sehn van de Beierse band Haindling. Willem Wilmink schreef hierop op verzoek van Van Veen een Nederlandse tekst.
- Het lied Suzanne uit 1969 is een cover van Leonard Cohens Suzanne uit 1967. De Nederlandse tekst is van Rob Chrispijn. Het nummer was voor beiden hun eerste hit en tekende het begin van hun jarenlange samenwerking.[12]
- Herman van Veen is, samen met Marc en Marian Taminiau in 1987 de grondlegger geweest voor het Brabantse themapark het Land van Ooit. Hij werd er in 1987 benoemd tot Baron van Ooit. In 2007 ging het park failliet en sloot het.
- Tijdens een persconferentie voorafgaand aan een optreden in de Hochschule der Künste in het toenmalige Oost-Berlijn in maart 1989 voorspelde Van Veen dat de Berlijnse Muur binnen een jaar zou vallen. Dit gebeurde ook daadwerkelijk.
- Van Veen wees er in november 2009 tijdens een toespraak ter herdenking van de val van de Berlijnse Muur op dat de PVV geen democratische structuur had en waarschuwde ervoor dat de PVV niet mocht worden als de NSB. Nadat De Telegraaf hierover had bericht, ontving Van Veen naar eigen zeggen duizenden e-mails, waaronder enkele met bedreigingen.[13]
- Eind 2005 verscheen de cd We hebben maar een paar minuten tijd, een door 3VOOR12/Utrecht georganiseerd eerbetoon van zestien Utrechtse acts aan Van Veen, waaronder Claudia de Breij (Alles), Carrera (Zo vrolijk), Jiggy Djé (Hetzelfde liedje), Solo (Pingpongsong), Nobody Beats the Drum (Harlekijnlied), Orphanage (Opzij) en VanKatoen (Hilversum III). Op 8 november kreeg Van Veen ter gelegenheid van zijn zestigste verjaardag en veertigjarige jubileum als artiest het eerste exemplaar uitgereikt tijdens een speciale hommage-avond in een uitverkocht Tivoli, waar veertien artiesten hun versie ook live ten gehore brachten.
- In 2008 verzorgde Van Veen de derde Jan Modderman Inleiding. De Jan Modderman inleidingen hebben als doel een bijdrage te leveren aan de bevordering van de bewustwordingsprocessen die dienen tot een verbetering van het maatschappelijk samenleven en het welzijn van alle mensen. In dat kader sprak Van Veen over het thema "Kan iemand mij vertellen hoe dat moet". Hij zette zich daarmee belangeloos in voor het microkrediet.
- Van Veen schreef op muziek van de aria Mache dich mein Herze rein uit de Matthäus-Passion van J.S. Bach de tekst van het lied Later als ik groot ben dat door kinderen van het Nieuw Amsterdams Kinderkoor tijdens de inhuldigingsceremonie van koning Willem-Alexander op 30 april 2013 in de Nieuwe Kerk te Amsterdam ten gehore gebracht werd, begeleid door het Matangi Quartet.[14]

## Herman van Veen Arts Center in Soest
Het Herman van Veen Arts Center is gevestigd in het 77 ha grote, bosrijke landgoed De Paltz in Soest.
In de Villa worden schilderijen van Van Veen, maar ook van andere beeldende kunstenaars tentoongesteld.
Verder is er een bibliotheek en archief, gewijd aan de veelzijdige en succesrijke carrière van de kunstenaar.
Daarnaast is er in De Kapschuur een theater-faciliteit met 100 tot 120 stoelen beschikbaar. Doelstelling is om jonge podiumkunstenaars uit allerlei disciplines een speelmogelijkheid te bieden.
Willem Nijholt (1980, 1981) · Leoni Jansen (1982) · Willem Ruis (1983, 1984) · Edwin Rutten (1985, 1986) · Ati Dijckmeester (1985, 1986) · Ron Brandsteder (1987) · Simone Kleinsma (1987) · Sonja Barend (1988) · Herman van Veen (1990) · Youp van 't Hek (1991) · Sylvia Millecam (1992) · Erik van Muiswinkel (1992) · Henk Westbroek (1992) · Coen Flink (1993) · Frank Groothof (1994) · Willem Ekkel (1994) · Peter Tuinman (1994) · Harry van Rijthoven (1994) · Carola Hamer (1994) · Paul de Leeuw (1995, 1996) · Menno Bentveld (1997) · Joep Onderdelinden (1998, 2020) · Marcel Faber (1998) · Aldith Hunkar (1999) · Marscha de Haan (2000) · Neel Brands (2000) · Maud Hawinkels (2001) · Klaas van der Eerden (2002, 2003, 2004) · Claudia de Breij (2004, 2005, 2009, 2012) · Jochem Myjer (2006) · Isolde Hallensleben (2007) · Jack van Gelder (2008) · Ali B (2008) · Frank Evenblij (2009) · Sara Kroos (2011) · Lex Uiting (2013, 2014, 2015, 2016, 2017) · Dolores Leeuwin (2013) · Dieuwertje Blok (2014) · Milouska Meulens (2015) · Anne Appelo (2018, 2019, 2020) · Pepijn Gunneweg (2018, 2019) · Plien van Bennekom (2020) · Kiefer Zwart (2020) · Ridder van Kooten (2020, 2021) · Esmée van Kampen (2021) · André Dongelmans (2021) · Jurre Geluk (2023)
Heintje Davids (1948-1954) · Wim Kan (1954-1976) · Herman van Veen (1976-2015) · Claudia de Breij (2015-heden)
- Bibliothèque nationale de France: cb14006614h (data)
- Digitale Bibliotheek voor de Nederlandse Letteren: veen009
- Gemeinsame Normdatei: 118767445
- International Standard Name Identifier: 0000 0001 2027 2888
- Library of Congress Control Number: n79021356
- MusicBrainz: d4826092-a96d-4505-93ee-605137105ae4
- Nationale Bibliotheek van Tsjechië: xx0135225
- Nederlandse Thesaurus van Auteursnamen: 070318174
- RKD-Nederlands Instituut voor Kunstgeschiedenis: 352653
- Système universitaire de documentation: 080588107
- Virtual International Authority File: 64202830
- WorldCat: E39PBJwxKrpkwJrVVcTdDjPfbd